# Atelopus arsyecue
Atelopus arsyecue és una espècie d'amfibi pertanyent a la família dels bufònids i de la qual no hi ha cap registre confirmat des del 1991 (només se'n coneixen 6 exemplars).

## Reproducció
Els ous són dipositats en els trams dels rius on el corrent és més ràpid i els capgrossos es desenvolupen a l'aigua.

## Hàbitat i distribució geogràfica
És un endemisme de les selves nebuloses andines i erms situats entre els 2.000 i 3.500 m d'altitud al vessant sud-oriental de la Sierra Nevada de Santa Marta al departament del Cesar (el nord de Colòmbia).

## Principals Amenaces
Les seues principals amenaces són la quitridiomicosi, la contaminació resultant de la fumigació dels conreus i la pèrdua del seu hàbitat a causa de l'agricultura i la desforestació.